# 가리발디역
가리발디 (Garibaldi) 역은 이탈리아 나폴리 지하철 1호선의 역이다. 지하에 위치한 역이며 나폴리 첸트랄레 역, 피아차 가리발디 역 (2호선), 나폴리 가리발디 역 (치르쿰베수비아나 선)과 직결 환승된다.

## 역사
2013년 12월 2일 나폴리 지역당국 인사와 마우리치오 루피 인프라교통장관이 참석한 가운데 공식 개통하였다. 실제 역 일반 운영은 12월 31일부터 들어갔다.
2015년 4월 24일에는 가리발디 지하철역과 나폴리 첸트랄레 역을 잇는 지하 보도가 뚫렸다. 2호선의 피아차 가리발디 역과 연결되는 지하보도도 신설되었는데 1호선이 40m 지하에 위치해 있기 때문에 두 역 사이의 보도가 경사로로 되어 있다.

## 상세 정보
가리발디 역은 건축가 도미니크 페롤이 설계하였으며 나폴리 중앙역과 두케스카 지역, 가리발디 광장, 바스토 구역의 지하철 수요를 감당한다.
역 외부에는 역 광장의 남쪽을 차지하는 철도역 복합단지가 들어서 있으며, 기다란 철제기둥과 테플론 마감으로 지어져 있다. 이곳에는 지하 상가가 있으며 철도역으로 나가는 계단이 설치되어 있다. 역 내부에는 에스컬레이터가 받침기둥 없이 허공에 걸린 채 얽혀 있는 모습으로 눈길을 끈다. 역내에는 미켈란젤로 피스톨레토 작가의 작품 두 개가 설치되어 있다.

## 시설
이 역에는 다음과 같은 시설이 있다.
- 매표기

## 환승
- 철도역 (나폴리 첸트랄레)
- 트램 정거장
- 트롤리버스 정류장
- 버스 정류장